# Lise Bergh

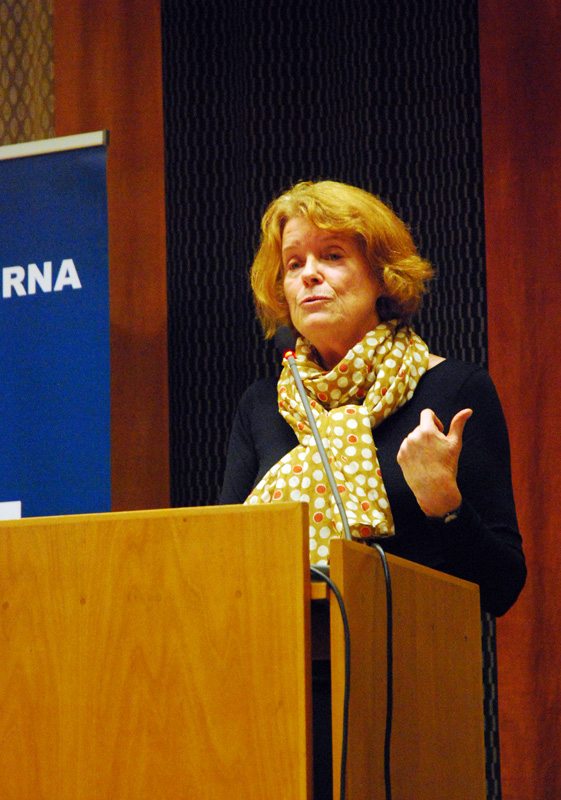
Lise Bergh, 2012.

Lise Margareta Bergh, tidigare Bylund, född 15 oktober 1948, är en svensk jurist, ämbetsman och socialdemokratisk politiker. Lise Bergh är ordförande i Rädda Barnen sedan 2016. 
Lise Bergh utbildade sig till jurist på Stockholms universitet. Efter tingstjänstgöring inledde hon sin karriär med arbetsrättsliga frågor i LO:s medlemsförbund. Åren 1994–1999 var hon ställföreträdande jämställdhetsombudsman.
Bergh var 1999-2006 statssekreterare på näringsdepartementet med ansvarsområden som mänskliga rättigheter, jämställdhet, integration, demokrati, nationella minoriteter och folkrörelser. Hon drev bland annat projektet med jämställdhetsintegrering i Regeringskansliet, där även regeringens ledamöter fick "gå kurs" i jämställdhet.
Hon var generalsekreterare för den svenska sektionen av Amnesty International från juni 2007 fram till sin pension i februari 2014.
Lise Bergh var tidigare gift med Bo Bylund. Hon återtog sitt flicknamn efter skilsmässa. Hon är numera omgift.